# Пункт пропуску для автомобільного сполучення «Чоп (Тиса)»
Пункт пропуску для автомобільного сполучення «Чоп (Тиса)» знаходиться на українсько-угорському кордоні, пункт пропуску на суміжній стороні - За́хонь (Загонь, угор. Záhony). Пункт пропуску «Чоп - Захонь» розташований на березі та названий на честь однойменної річки - Тиси, найбільшої лівої притоки Дунаю.
Річка бере свій початок та протікає в межах України (Закарпатська область), Угорщини і Сербії, частково на деяких ділянках виконує роль природного водного кордону між Україною та Румунією, Україною та Угорщиною, a також по кордону між Словаччиною та Угорщиною.
Назва річки Тиса походить від назви дерева тис, що росте на її берегах у великих кількостях. Також український дослідник Валентин Стецюк виводить назву з булгарського слова «таса» — «чиста». В давньоримських джерелах Тиса відома під назвами Tissus, Tisia, Pathissus.
Пункт пропуску для автомобільного сполучення «Чоп (Тиса)» розташований на Європейському міжнародному транспортному коридорі № 5 (Трієст-Любляна-Будапешт-Чоп-Львів, так званий, «Критський коридор»).

## Історія відкриття пункту пропуску
В 1944 році наприкінці ІІ Світовой війни при відступі німецько-угорських військ були підірвані всі мости над річкою Тиса біля містечка Захонь (Угорщина).
У 1938 році Франція та Велика Британія, проводячи політику умиротворення нацистської Німеччини, підписали з нею Мюнхенську угоду, за якою Чехословаччина втратила велику частину своєї території, а Віденський арбітраж 2 листопада 1938 року зобов'язав уряд у Празі передати Угорщині третину території Словаччини (з містом Кошице) і південну частину Карпатської України (з містами Ужгород, Мукачево і Берегове). 15 березня 1939 року Сойм Підкарпатської Русі проголосив створення незалежної Республіки Карпатська Україна, яка проіснувала до 17 березня, допоки Закарпаття не було окуповане Угорщиною.
29 червня 1945 року в Москві було підписано Чехословацько-радянську угоду про Карпатську Україну, за якою Закарпаття було приєднано до Української РСР.  Майже одразу Радянський уряд почав зміцнювати кордони та уже 08 вересня 1945 року наказом Народного комісаріату зовнішньої торгівлі Союзу РСР № 241  було створено Чопську митницю. 22 січня 1946 року Карпатська Україна увійшла до складу Української Радянської Соціалістичної Республіки як Закарпатська область з центром у місті Ужгород.
Після реконструкції моста для залізничних перевезень, у 1963 році була почата робота з реконструкції автомобільного транспортного моста.
Пункт пропуску «Чоп-Захонь», розташований на кордоні з Угорщиною, відкрито 23 березня 1963 року. Пропускний пункт працював тільки в денний час, потік пасажирів був незначним. В’їзд і виїзд транспорту здійснювався по 1 смузі в обох напрямках. Пропуск вантажного транспорту розпочався у 1970 році. За день оформлялось по 1-2 вантажні автомобілі.
У семидесяті роки потік транспортних засобів був невеликим, оскільки виїзд з СРСР дозволявся тільки за наявності службового паспорту та запрошення установ та громадян іноземних держав.
1975 року була введена в дію друга смуга для повернення транспорту, а міжнародним, автомобільним, постійним і цілодобовим пункт пропуску «Чоп(Тиса)» став у 1980 році – напередодні проведення Олімпійських ігор у Москві.
В цьому ж році вперше в роботі митниці у пункті пропуску впроваджується проведення митного огляду з застосуванням рентгенологічних апаратів.

### Період незалежності України
Зі здобуттям Україною незалежності активізувалась зовнішньо-економічна діяльність, різко зросли вантажно-пасажирські перевезення. З метою забезпечення збільшення пропускної спроможності, своєчасного митного оформлення товарів у 1997 році розпочато реконструкцію митного поста, зокрема, здано в експлуатацію термінал ЗАТ «Автопорт-Чоп», розширено транспортний міст, який почав працювати з 4-ма смугами руху в обидва напрямки.
В 2000-2002 роках з метою наближення інфраструктури пункту пропуску до європейських стандартів, проведено реконструкцію митного поста, збудовано нові приміщення, тощо. Вартість освоєних коштів становила 3 мільйони євро.
Державною митною службою у 2004 році на базі пункту пропуску «Чоп-Захонь» (структурно входить у склад митного поста «Тиса») проведений експеримент із метою спрощення митного оформлення транзитних вантажів. Експеримент пройшов успішно, і досвід роботи чопських митників взяли на озброєння у всіх митницях України.
У рамках галузевої цільової програми підготовки та проведення в Україні фінальної частини чемпіонату Європи з футболу в 2012 році, у 2011 році було проведено заходи з реконструкції пункту пропуску «Чоп-Захонь» митного поста «Тиса», зокрема:
- розширено територію пункту пропуску на 0,4 га, що надало можливість облаштувати «фільтр пункту пропуску» та додаткового розміщення 150 вантажних транспортних засобів, що дало змогу чітко відмежувати вже до в'їзду у пункт пропуску вантажних автомобілів від легкових;
- безпосередньо перед в’їздом у міжнародний автомобільний пункт пропуску «Чоп(Тиса)» функціонує вантажний сервісний комплекс УДП «Укрінтеравтосервіс - Закарпаття», пропускна спроможність якого становить за зміну 170-180 вантажних автомобілів. Комплекс займає ділянку близько 1 гектара. З території комплексу вантажні т.з по визначених смугах руху переміщуються під навіси для проходження митного контролю;
- збудовано на відсипаних площах навіси та павільйони для розміщення митників, прикордонників, на ділянці в'їзд у пункт пропуску з боку Угорщини;
- встановлено ваговий комплекс для динамічного по осьового зважування на ділянці в'їзд у пункт пропуску з боку Угорщини.
Також 2012 року в рамках реалізації спільного з Міністерством енергетики США проєкту міжнародної технічної допомоги за програмою «Друга лінія захисту», виконані будівельні роботи щодо встановлення системи радіаційного контролю «Янтар». Проэктом передбачено облаштування датчиками радіологічного контролю з фіксацією показниками вимірювання, її обробкою та передачею даних в автоматичному режимі до Державної прикордонної служби, екологічної служби.
На сьогодні площа пункту пропуску становить 6,5 гектара. За характером транспортних перевезень пункт пропуску є вантажо-пасажирським з цілодобовим режимом функціонування. Пункт пропуску вигідно розташований на стику кордонів регіонів Східної та Центральної Європи, через нього проходить п’ятий міжнародний (як його ще називають «Критський») транспортний коридор (Італія-Словенія, Угорщина, Україна).
Територія пункту пропуску поділена на ділянки «в'їзд в Україну» та «виїзд з України». На цих площах сумарно розташовано 20 смуг руху.
Пропускна спроможність пункту пропуску складає 500 вантажних автомашин, до 5000 легкових автомобілів, до 80 автобусів на добу.
Для забезпечення виконання основних завдань Державної митної служби України на даний момент у пункті пропуску «Чоп-Захонь» митного поста «Тиса» працює близько 130 посадових осіб митниці.
Протягом останніх років об’єми пасажиропотоку відчутно зростали. Зокрема, якщо в 2010 року митний кордон перетнуло 2 мільйони 32 тисячі громадян, то у 2017 році майже 3 мільйони громадян.
Немалу роль у збільшенні пасажиропотоку відіграло введення безвізового режиму між Україною та країнами Європейського Союзу.
Кількість транспортних засобів, оформлених на пасажирському напрямку становить 950 тисяч одиниць за рік.
Як бачимо, навантаження на особовий склад митниці у пункті пропуску зростає. Кожен інспектор за рік здійснює митне формлення товарів та особистих речей більше 20 тис громадян та біля 7 тис транспортних засобів.
Порівняльний аналіз показує, що протягом 2017, як і протягом попередніх 3 років, вантажопотік зберігає тенденцію на спад по всім напрямкам, однак за 2017 рік було оформлено 132 000 вантажних автомобілів вантажним напрямком. У цього спаду передусім політичні та економічні причини. Поряд з державними органами на території пункту пропуску також знаходяться підприємства, що здійснюють діяльність, пов’язану із забезпеченням його функціонування і підприємства сфери обслуговування, зокрема, магазин безмитної торгівлі «Д’юті Фрі Трейдінг», філії банківських установ, митно-брокерські установи.